# Várvölgy
Várvölgy là một thị trấn thuộc hạt Zala, Hungary. Thị trấn này có diện tích 25,04 km², dân số năm 2010 là 1052 người, mật độ 42 người/km².